# Lam Suet
Lam Suet (chiń. 林雪; pinyin Lín Xuě; jyutping Lam4 Syut3; ur. 8 lipca 1964 w Tiencinie) – hongkoński aktor. W swojej karierze otrzymał jedną nagrodę oraz siedem nominacji.

## Filmografia

### Jako aktor

#### Filmy pełnometrażowe
| Rok  | Tytuł                  | Rola         |
| ---- | ---------------------- | ------------ |
| 1989 | Ao qi xiong ying       |              |
| 1989 | Yi mei dao ren         | Brothel Thug |
| 1989 | Tie dan xiong feng     |              |
| 1989 | Bin yuen sui yuet      |              |
| 2004 | Pewnej nocy w Mongkoku | Liu          |
| 2009 | Incydent               | Stary duch   |
| 2016 | Chu Tai Chiu Fung      | Szef Fong    |
| 2016 | Saam Yan Hang          |              |

## Nagrody i nominacje
Źródło: Internet Movie Database
| Rok  | Nagroda                              | Kategoria                                                                                         | Wynik     |
| ---- | ------------------------------------ | ------------------------------------------------------------------------------------------------- | --------- |
| 2000 | Golden Horse Award                   | Best Supporting Actor (Misja)                                                                     | Nominacja |
| 2000 | Hong Kong Film Award                 | Best Supporting Actor (Misja)                                                                     | Nominacja |
| 2003 | Golden Horse Award                   | Best Supporting Actor (PTU)                                                                       | Nominacja |
| 2004 | Golden Bauhinia Award                | Best Supporting Actor (PTU)                                                                       | Wygrana   |
| 2007 | Golden Bauhinia Award                | Best Supporting Actor (Inwigilacja)                                                               | Nominacja |
| 2015 | China Film Media Award               | Best Supporting Actor (Na yeh ling san, ngo joa seung liu Wong Gok hoi wong dai bou dik hung Van) | Nominacja |
| 2015 | Hong Kong Film Critics Society Award | Best Actor (Na yeh ling san, ngo joa seung liu Wong Gok hoi wong dai bou dik hung Van)            | Nominacja |